# Latvijas Nacionālās Neatkarības Kustība
Latvijas Nacionālās Neatkarības Kustība (LNNK, Lettische Nationale Unabhängigkeitsbewegung) war eine politische Organisation in Lettland von 1988 bis Mitte der 1990er Jahre.
Sie bildete sich 1988 als radikaler Flügel der lettischen Unabhängigkeitsbewegung. Anders als die gemäßigtere Lettische Volksfront, die ursprünglich mehr Autonomie für Lettland innerhalb der Sowjetunion verlangte, bestand die LNNK von Anfang an auf Wiederherstellung der Unabhängigkeit. Einars Repše und Juris Dobelis gehörten zu den Führern der Organisation.
Nach der lettischen Unabhängigkeit wandelte sich die LNNK zu einer national-konservativen politischen Partei. Bei den Parlamentswahlen 1993 gewann sie 15 von 100 Sitzen und war eine einflussreiche Oppositionspartei. Erst im Juni 1994 ließ sich die LNNK offiziell als politische Partei registrieren und änderte ihren Namen bei dieser Gelegenheit in Latvijas Nacionāli konservatīvā partija (Lettische National-Konservative Partei), behielt jedoch die bereits etablierte Abkürzung LNNK. Auf internationaler Ebene kooperierte die Partei mit den britischen Konservativen und der norwegischen Høyre. 
1994 gewann die LNNK die Lokalwahlen in Lettlands Hauptstadt Rīga, verlor aber schnell danach an Popularität. Die 1993 gegründete Partei Tēvzemei un Brīvībai (TB; „Für Vaterland und Freiheit“), die ebenfalls ihre Ursprünge in der lettischen Unabhängigkeitsbewegung hatte und rechtsgerichtet war, warb um ein ähnliches Wählerklientel wie LNNK, war jedoch radikaler, prinzipieller, weniger pragmatisch und flexibel als LNNK. Gerade bei der wichtigen Frage des Staatsbürgerschaftsrechts waren die Positionen der beiden Parteien aber im Wesentlichen gleich. Allerdings hatte LNNK zwei unterschiedliche Flügel: Während die konservativen Mitglieder für eine Zusammenarbeit mit TB eintraten (einige beteiligten sich auch an deren Unterschriftensammlung für ein strengeres Staatsbürgerschaftsrecht), neigten die Liberalen in der Partei eher Latvijas Ceļš (LC) zu.
Anlässlich der Wahl zur 6. Saeima im Jahr 1995 ging LNNK ein Wahlbündnis mit den Lettischen Grünen (Latvijas Zaļā partija) ein, die allein kaum die 5-Prozent-Hürde hätten überschreiten können. Zudem verabredeten sie bereits vor der Wahl mit der Bauernunion (LZS), Christdemokraten (KDS) und der Demokratischen Partei Lettgallens eine Absichtserklärung für eine gemeinsame Regierungskoalition. Tēvzemei un Brīvībai wurde ebenfalls dazu eingeladen, gehörte aber nicht zu den Unterzeichnern. LNNK kam dennoch nur noch auf 6,3 % der Stimmen und verlor fast die Hälfte ihrer Parlamentssitze. Nach der Wahl gingen LC, TB, LNNK, LZS, KDS sowie die eher linksorientierte Demokratische Partei Saimnieks (DPS) und Partei der Einheit Lettlands (LVP) eine „Regenbogenkoalition“ unter dem parteilosen Ministerpräsidenten Andris Šķēle ein. Im Juni 1997 vereinigten sich TB und LNNK schließlich zur Tēvzemei un Brīvībai/LNNK. Nach einer Regierungsumbildung im August desselben Jahres wurde Guntars Krasts von der LNNK neuer Ministerpräsident.